# 比格克里克鎮區 (密蘇里州歐扎克縣)
比格克里克鎮區（英語：Big Creek Township）是位於美國密蘇里州歐扎克縣的一個行政鎮區。

## 地方資料
比格克里克鎮區的面積為158.28平方千米，當中陸地面積為150.29平方千米，而水域面積為7.99平方千米。根據2020年美國人口普查的數據，當地共有人口813人，而人口密度為每平方千米5.14人。